# مایک تدی
مایک تدی (انگلیسی: Mike Tiddy; ۴ آوریل ۱۹۲۹ – ۲۵ نوامبر ۲۰۰۹) بازیکن فوتبال اهل بریتانیا بود.
از باشگاه‌هایی که در آن بازی کرده‌است می‌توان به باشگاه فوتبال آرسنال، باشگاه فوتبال کاردیف سیتی، باشگاه فوتبال تورکی یونایتد، باشگاه فوتبال برایتون اند هوو آلبیون، و باشگاه فوتبال پنزانس اشاره کرد.